# Psiloscelis corrosa
Psiloscelis corrosa är en skalbaggsart som beskrevs av Thomas Casey 1893. Psiloscelis corrosa ingår i släktet Psiloscelis och familjen stumpbaggar. Inga underarter finns listade i Catalogue of Life.